# Ruyigi

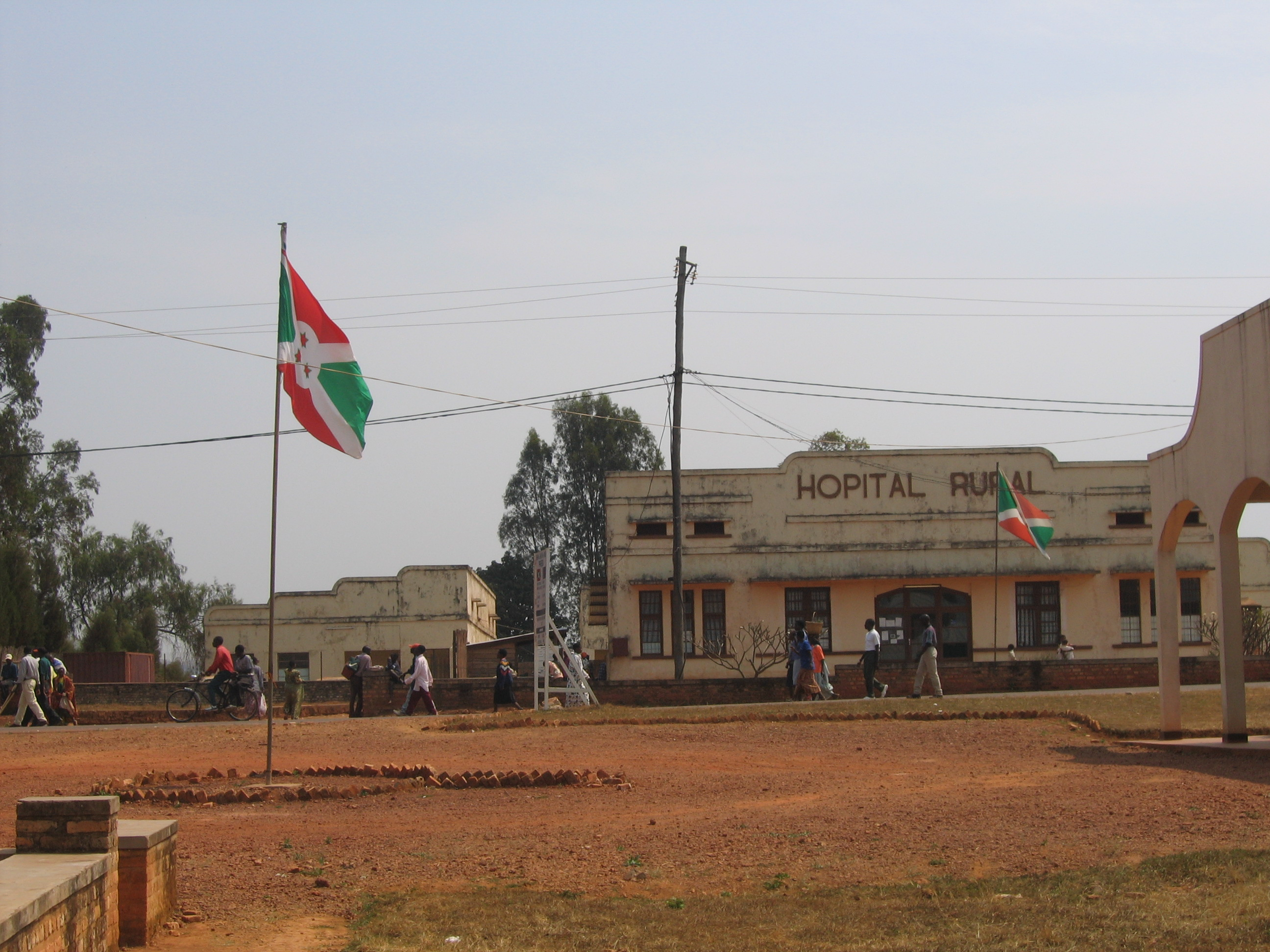
Sjukhus i Ruyigi.

För andra betydelser, se Ruyigi (olika betydelser).

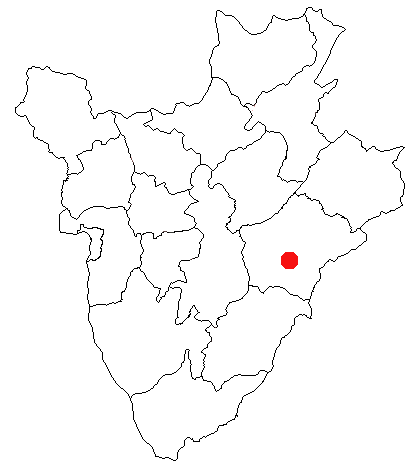
Ruyigis läge i Burundi.

Ruyigi är administrativ huvudort för provinsen Ruyigi samt kommunen Ruyigi i Burundi. Folkmängden uppgick till 7 139 invånare vid folkräkningen 2008.